# Taeniaptera tibialis
Taeniaptera tibialis är en tvåvingeart som beskrevs av Macquart 1843. Taeniaptera tibialis ingår i släktet Taeniaptera och familjen skridflugor. Inga underarter finns listade i Catalogue of Life.